# Taflfélag Reykjavíkur
Taflfélag Reykjavíkur (w skrócie TR) – islandzki klub szachowy z siedzibą w Reykjavíku, 26-krotny mistrz kraju.

## Historia
Klub został założony 6 października 1900 roku. Klub na początku działalności wspierał amerykański bibliotekarz, Daniel Willard Fiske. Klub wygrał pierwszą edycję mistrzostw Islandii w 1975 roku. Łącznie mistrzostwo uzyskał 26 razy (1975, 1977–1991, 1993–1998, 2001, 2006, 2008, 2022). W sezonie 1985/1986 islandzki zespół zadebiutował w Pucharze Europy. TR odpadł wówczas w pierwszej rundzie z Vulką Barcelona. W sezonie 1989/1990 klub po zwycięstwach nad SK Anderlecht, Bayernem Monachium i MTK-VM Budapest dotarł do półfinału, gdzie przegrał z Solinger SG 1868. W 1994 roku zespół po pokonaniu K Antwerpse OSK, KSK Rochade Eupen-Kelmis i Bayernu Monachium awansował do grupy finałowej, w której zajął siódme miejsce. W 2001 roku islandzki klub zajął 12. miejsce w Pucharze Europy, identyczny wynik osiągnięto w sezonie 2006. W 2007 roku zespół uzyskał 18. pozycję.
Zawodnikami klubu byli m.in.:

- Jón Árnason[8]
- Mohamed Ezat[9]
- Luís Galego[10]
- Jakob Vang Glud[11]
- Helgi Áss Grétarsson[8]
- Jóhann Hjartarson[8]
- Michaił Iwanow[12]
- Guðmundur Kjartansson[11]
- Stefán Kristjánsson[8]
- Jurij Kryworuczko[13]
- Erwin l'Ami[11]
- Sébastien Mazé[14]
- Igor-Alexandre Nataf[8]
- Friðrik Ólafsson[1]
- Helgi Ólafsson[8]
- Mychajło Ołeksijenko[11]
- Wasilij Papin[13]
- Margeir Pétursson[8]
- Olga Prudnikowa[15]
- Igors Rausis[8]
- Lars Schandorff[16]
- Jan Smeets[13]
- Guðmundur Sigurjónsson[8]
- Hannes Stefánsson[8]
- Héðinn Steingrímsson[8]
- Ołeksandr Sułypa[17]
- Bragi Þorfinnsson[8]
- Þröstur Þórhallsson[8]
- Karl Þorsteins[8]
- Helgi Ziska[13]